# Emílio Santiago
Emílio Vitalino Santiago (Río de Janeiro, 6 de diciembre de 1946 - Río de Janeiro, 20 de marzo de 2013) fue un cantante  brasileño.

## Biografía
Mientras estudiaba derecho en la década de 1970, comenzó a cantar en festivales universitarios y participó en un programa de televisión en el que alcanzó la final. Trabajó como cantante de la orquesta de Ed Lincoln.
Muere en el día 20 de marzo de 2013, después de pasar más de un mes internado a consecuencias de un ACV (accidente cerebrovascular).

## Discografía
- 1975 - Emílio Santiago
- 1976 - Brasileiríssimas
- 1977 - Comigo é assim
- 1977 - Feito pra ouvir
- 1978 - Emílio
- 1979 - O canto crescente de Emílio Santiago
- 1980 - Guerreiro coração
- 1981 - Amor de lua
- 1982 - Ensaios de amor
- 1983 - Mais que um momento
- 1984 - Tá na hora
- 1988 - Aquarela Brasileira
- 1989 - Aquarela Brasileira 2
- 1990 - Aquarela Brasileira 3
- 1991 - Aquarela Brasileira 4
- 1992 - Aquarela Brasileira 5
- 1993 - Aquarela Brasileira 6
- 1995 - Aquarela Brasileira 7
- 1995 - Perdido de amor
- 1996 - Días de luna
- 1997 - Emilio Santiago
- 1998 - Emílio Santiago
- 1998 - Preciso dizer que te amo
- 2000 - Bossa nova
- 2001 - Um sorriso nos lábios
- 2003 - Emílio Santiago en contra João Donato
- 2005 - O melhor das Aquarelas - ao vivo
- 2007 - De um jeito diferente